# Momino, Tărgoviște
Momino (în bulgară Момино) este un sat în comuna Tărgoviște, regiunea Tărgoviște,  Bulgaria. 

## Demografie
Componența etnică a satului Momino
     Bulgari (25,7%)
     Turci (72,89%)
     Nicio identificare (1,4%)
     Altele (0%)
La recensământul din 2011, populația satului Momino era de 214 locuitori. Din punct de vedere etnic, majoritatea locuitorilor (72,89%) erau turci, cu o minoritate de bulgari (25,7%). Pentru 1,4% din locuitori nu este cunoscută apartenența etnică.